# Ingeburg Schwerzmann
Ingeburg Schwerzmann (nacida Ingeburg Althoff, Münster, 2 de junio de 1967) es una deportista alemana que compitió en remo. Su esposo, Beat Schwerzmann, compitió en el mismo deporte.
Participó en dos Juegos Olímpicos de Verano, obteniendo una medalla de plata en Barcelona 1992, en la prueba de dos sin timonel, y el séptimo lugar en Seúl 1988 (ocho con timonel).
Ganó tres medallas en el Campeonato Mundial de Remo entre los años 1989 y 1991.

## Palmarés internacional
| Representando a la RFA   |                      |                   |                 |
| Campeonato Mundial       |                      |                   |                 |
| Año                      | Lugar                | Medalla           | Prueba          |
| 1989                     | Bled (Yugoslavia)    | Medalla de bronce | Dos sin timonel |
| 1990                     | Tasmania (Australia) | Medalla de oro    | Dos sin timonel |
| Representando a Alemania |                      |                   |                 |
| Juegos Olímpicos         |                      |                   |                 |
| Año                      | Lugar                | Medalla           | Prueba          |
| 1992                     | Barcelona (España)   | Medalla de plata  | Dos sin timonel |
| Campeonato Mundial       |                      |                   |                 |
| Año                      | Lugar                | Medalla           | Prueba          |
| 1991                     | Viena (Austria)      | Medalla de plata  | Dos sin timonel |